# ناتانیل کلایتمن
ناتانیل کلایتمن (انگلیسی: Nathaniel Kleitman; ۲۶ آوریل ۱۸۹۵ – ۱۳ اوت ۱۹۹۹) فیزیولوژیست و دانشمند در زمینه خواب اهل ایالات متحده آمریکا بود. او استاد فیزیولوژی دانشگاه شیکاگو‌ بود به عنوان پدر پژوهش علمی در زمینهٔ خواب شناخته می‌شود. او در سال ۱۹۳۹ کتابی معروف با عنوان خواب و بیداری (به انگلیسی: Sleep and Wakefulness) نوشت.